# Georg Brentano
Georg Michael Anton Josef Brentano (Ehrenbreitstein, près de Coblence, 12 mars 1774 - Francfort-sur-le-Main, 22 février 1851) est un banquier allemand et collectionneur d'art.

## Biographie

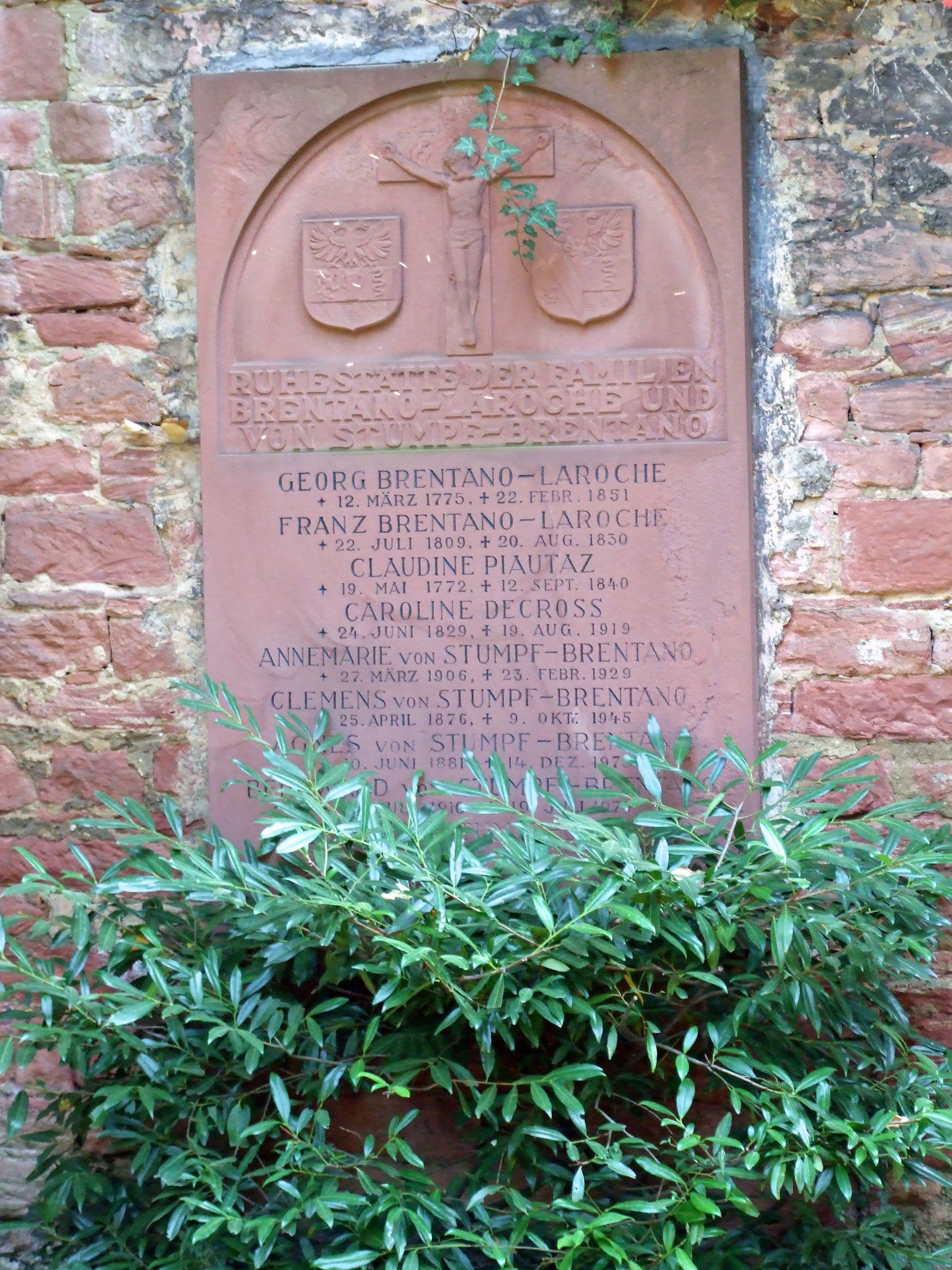
Tombe de la famille Brentano-Laroche au cimetière de Francfort.

Né à proximité de Coblence, il est né d'une famille de marchands originaires de Lombardie. Il est le fils de Peter Anton Brentano (de) et de Maximiliane von La Roche (de), une amie de Johann Wolfgang von Goethe. Après avoir déménagé ses affaires à Francfort-sur-le-Main, son père le met à la tête de ses affaires en compagnie de son demi-frère Franz Dominicus Brentano (de) en 1797. Georg est plus particulièrement chargé de la direction financière de la maison de commerce. À partir de 1830, il oriente entièrement l'activité de l'entreprise vers le secteur bancaire. Marié à Mary Schroeder (morte en 1816), il a quatre enfants : Claudine (1804-1876), Sophie (1806-1856). Franz (1809-1830) et Louis (1811-1895).
Georg Brentano est aussi un amateur d'art. Il collectionne les tableaux et il est notamment propriétaire d'un panneau du Diptyque de Melun de Jean Fouquet ainsi que 40 miniatures du livre d'heures d'Étienne Chevalier du même peintre. Après 1816, il effectue un voyage en Italie jusqu'à Naples avec le peintre Ludwig Emil Grimm, frère de Jacob et Wilhelm Grimm. Il acquiert en 1808 un domaine à Rödelheim à l'extérieur de la ville qu'il fait agrandir et aménager. Au sein d'un parc paysager, il acquiert une petite maison à colombage en 1819 appelée Petrihaus, du nom de son ancien propriétaire et située le long de la rivière Nidda. La propriété est vendue à la ville de Francfort en 1920. Le domaine est détruit pendant la Seconde Guerre mondiale, seule subsiste une petite partie du parc appelé Brentanopark (de) et la Petrihaus dans laquelle se trouve un petit musée consacré à la famille Brentano.
Frère du poète romantique Clemens Brentano et de l'écrivain Christian Brentano (de), il est le beau-père de Georg Firnhaber von Eberstein-Jordis.